# Randweg 's-Hertogenbosch - Vught

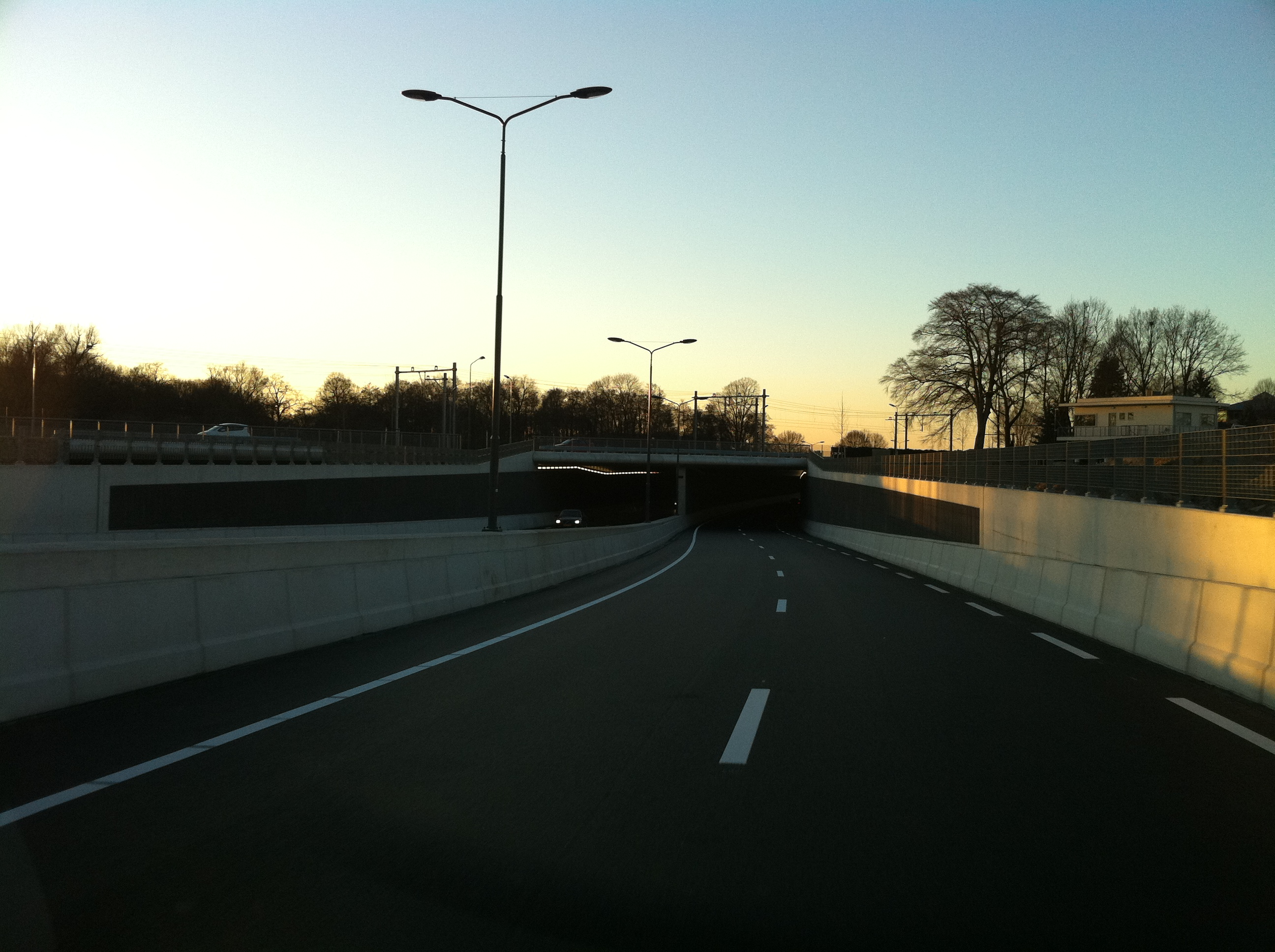
Spoorviaduct randweg 's-Hertogenbosch met rechts het verplaatste benzinestation van Architect Meijlink

De Randweg 's-Hertogenbosch - Vught is een weg die een onderdeel is van de Ring 's-Hertogenbosch. De maximumsnelheid bedraagt 70 km/u langs 's-Hertogenbosch. Daarbuiten geldt 80 km/u.

## Geschiedenis
Al in 1984 waren er plannen voor deze weg. Het duurde tot 1995 voordat de gemeenteraad het bestemmingsplan Zuidweststructuur vastlegde. De Raad van State vernietigde in 1999 het goedkeuringsbesluit van de provincie Noord-Brabant. Dit kwam voornamelijk door toedoen van milieuorganisaties die bezwaren hadden tegen de weg door natuurgebied de Gement. Uiteindelijk is gekozen om de weg tegen de stadsrand aan te leggen zodat de natuur zo veel mogelijk gespaard blijft. In 2020 heeft de weg het nummer N601 gekregen.

## Doel
Door de bouw van deze weg hoeft het verkeer niet meer via de Vlijmenseweg, Willemsplein, Wilhelminaplein en de Vughterweg te rijden. Samen met de Vlijmenseweg verbindt de Randweg 's-Hertogenbosch - Vught de A59 met de A2 en de A65 bij Knooppunt Vught. Langs deze weg, ter hoogte van de wijk Deuteren ligt sinds april 2011 tevens het streekziekenhuis voor de regio.

## Bijzonderheden
In juli 2008 is er bij de aansluiting met de Vughterweg een benzinepomp van Architect Meijlink verplaatst. Dit benzinestation is een rijksmonument geworden, omdat dit een van de weinige benzinepompen is met een bovenwoning. Deze benzinepomp stond op de kruising met de Bosscheweg, alwaar de Randweg 's-Hertogenbosch - Vught aansluit op de Vughterweg.

## Openstelling
Op 18 maart 2011 is de weg opengesteld voor het autoverkeer.. Door deze openstelling is de reistijd vanaf de A59 naar de A2, via de Ring 's-Hertogenbosch west, drastisch ingekort.